# Natività (Francesco Morone)
Natività è un dipinto realizzato con la tecnica di tempera su tavola del pittore veronese Francesco Morone, oggi conservato presso il museo di Castelvecchio di Verona.
Insieme a San Giovanni battista costituiva il registro inferiore della pala d'altare della chiesa parrocchiale di Tregnago. Nel 1910 le due tavole entrarono a far parte delle collezioni civiche veronesi.